# Březovice
Březovice är en ort i Tjeckien.   Den ligger i regionen Mellersta Böhmen, i den centrala delen av landet, 50 km nordost om huvudstaden Prag. Březovice ligger 331 meter över havet och antalet invånare är 289.
Terrängen runt Březovice är platt.Runt Březovice är det ganska tätbefolkat, med 52 invånare per kvadratkilometer. Närmaste större samhälle är Mladá Boleslav, 13,7 km sydost om Březovice. Trakten runt Březovice består till största delen av jordbruksmark.